# Cuán grande es Él
Cuán grande es Él es un himno cristiano cuya letra fue escrita por Carl Boberg en 1885. Es una adición relativamente reciente a la colección de himnos antiguos.
El Reverendo Carl Boberg de Monsteras, Suecia, tenía veinticinco años cuando escribió este poema. La motivación para el mismo surgió cuando Boberg caminaba hacia su casa desde la iglesia cerca de Kronobäck, al mismo tiempo que escuchaba las campanas de esa misma iglesia. Entonces una imprevista tormenta atrapó su atención, y luego tan súbitamente como hizo su aparición; sobrevino una pacífica calma que Boberg pudo observar desde arriba de la bahía Mönsterås. Desde el bosque del otro lado de la bahía se comenzó a percibir el canto de los pájaros junto al lejano sonido de las campanas. Fue esta serie de vistas, sonidos y experiencias que le inspiraron la escritura de la canción. 
El poema fue combinado con una antigua melodía del folclore sueco, y cantado en público en la primera ocasión que se conozca, en una iglesia en la provincia sueca de Värmland, en 1888. 
En sus 134 años de existencia, Cuán grande es Él se ha convertido en uno de los himnos cristianos más cantados y populares de todos los tiempos, siendo también una de las canciones que cuenta con traducciones a cientos de lenguas y dialectos dentro de la música cristiana.
Si bien el poema original en idioma sueco fue escrito más de 50 años atrás, la versión que lo convirtió en popular fue la inglesa de 1949 traducida por el misionero Stuart Hine. La fama del himno en ese idioma progresó asombrosamente cuando fue cantado en las reuniones de evangelización del predicador Billy Graham, de mediados de la década del 50. En castellano, fue conocido más popularmente en el ámbito cristiano recién en los años 60, después de la traducción del pastor argentino Arturo Hotton realizada en 1958. 
En la década de los 60 comenzó a ser cantado en muchas iglesias evangélicas del mundo de habla hispana. Tiempo después, en los años 70 su fama se acrecentaría llegando a ser el himno más famoso de los himnarios, siendo entonado por numerosas congregaciones, coros y solistas. Décadas más tarde, su atractivo aún no ha disminuido. Siendo que puede ser considerado un himno “moderno” en español dado que surgió a finales de los 50, luego de su traducción; prontamente superó en difusión a los himnos más antiguos. No hay duda alguna que hoy en día es la canción de adoración y alabanza más popular en lengua española. Y podría ser merecidamente reconocido como el himno emblemático actual de la iglesia protestante/evangélica mundial. 

## Distinción Honorífica
Por su Majestuosidad integral, en 1980 la Canción se hizo merecedora del Premio Canción del Año en los Premios AMCL, que presentó su primera edición con esta canción, y del Premio Especial a una Producción de Excelencia, Además de esos dos reconocimientos ese año, la memoria de Carl Boberg se honró con tres Premios más: Compositor del Año, Premio Especial Personaje del Año y Premio Especial póstumo del año en conmemoración de los cuarenta años de su muerte en aquel momento.
- 1980 Canción del Año Premios AMCL
- 1980 Compositor del Año Carl Boberg Premios AMCL
- 1980 Premio Especial Personaje del Año Carl Boberg Premios AMCL
- 1980 Premio Especial Póstumo del Año Carl Boberg Premios AMCL
- 1980 Premio Especial a una Producción de Excelencia del Año  Premios AMCL

## La letra
La versión castellana fue realizada por el Dr. Arturo W. Hotton (1909-1959; pastor, periodista y dirigente de la Iglesia Cristiana Evangélica (Hermanos Libres) de Argentina.
Cuán Grande Es Él
Señor, mi Dios, al contemplar los cielos,
El firmamento y las estrellas mil.
Al oír tu voz en los potentes truenos
Y ver brillar al sol en su cenit.
Coro:
Mi corazón entona la canción.
¡Cuán grande es Él! ¡Cuán grande es Él!
Mi corazón entona la canción.
¡Cuán grande es Él! ¡Cuán grande es Él!
Al recorrer los montes y los valles
Y ver las bellas flores al pasar.
Al escuchar el canto de las aves
Y el murmurar del claro manantial.
Coro
Cuando recuerdo del amor divino,
Que desde el cielo al Salvador envió.
Aquel Jesús que por salvarme vino,
Y en una cruz sufrió y por mí murió.
Coro
Cuando el Señor me llame a su presencia,
Al dulce hogar, al reino de esplendor.
Le adoraré, cantando la grandeza
De su poder y su infinito amor.
Coro

## La letra original en sueco
O store Gud, när jag den värld beskådar,
Som du har skapat med ditt allmaktsord,
Hur där din visdom leder livets trådar,
Och alla väsen mättas vid ditt bord.
Coro:
Då brister själen ut i lovsångsljud:
O store Gud! O store Gud!
Då brister själen ut i lovsångsljud:
O store Gud! O store Gud!
När sommarvinden susar över fälten,
När blommor dofta invid källans rand,
När trastar drilla i de gröna tälten,
Vid furuskogens tysta, dunkla rand;
Coro
När jag i bibeln skådar alla under,
Som Herren gjort se’n förste Adams tid,
Hur nådefull Han varit alla stunder,
Och hjälpt sitt folk ur livets synd och strid;
Coro
När slutligt alla tidens höljen falla,
Uti åskådning byter sig min tro,
Och evighetens klara klockor kalla,
Min frälsta ande till dess sabbatsro;
Coro Final
Då brister själen ut i lovsångsljud:
Tack store Gud! Tack store Gud!
Då brister själen ut i lovsångsljud:
Tack store Gud! Tack store Gud!

## Versión
En 2000, aparece la versión vocal de Marco T cuyo título acredita el álbum de gospel colombiano. 